# Teología natural o Evidencias de la existencia y atributos de la Deidad
Teología natural o Evidencias de la existencia y atributos de la Deidad (en inglés: Natural Theology or Evidences of the Existence and Attributes of the Deity) es una obra apologética cristiana y filosofía de la religión escrita por el clérigo inglés William Paley en 1802. El libro expone su teología natural, haciendo uso del argumento teleológico de la existencia de Dios, comenzando notablemente con la analogía del relojero.
El libro fue escrito en el contexto de la tradición de la teología natural. En siglos anteriores, teólogos como John Ray y William Derham, así como filósofos de la época clásica como Cicerón, defendían la existencia y la bondad de Dios desde el bienestar general de los seres vivos y el mundo físico.
La Teología natural de Paley es un argumento extenso, construido alrededor de una serie de ejemplos que incluyen encontrar un reloj; comparar el ojo con un órgano complejamente irreducible; y la existencia de estructuras mecánicas finamente adaptadas en los animales, como articulaciones que funcionan como bisagras o articulaciones esféricas artificiales. Paley sostiene que todos estos conducen a un Creador inteligente y que un sistema es más que la suma de sus partes. Los últimos capítulos son de carácter más teológico, argumentando que los atributos de Dios deben ser suficientes para el alcance de sus operaciones, y que Dios debe ser bueno porque los diseños que se ven en la naturaleza son beneficiosos.
El libro se volvió a publicar muchas veces y sigue siendo consultado por creacionistas. Charles Darwin tomó sus argumentos en serio y respondió a ellos; los biólogos evolucionistas como Stephen Jay Gould y Richard Dawkins también respondieron a tales ideas haciendo referencia al libro de Paley.

## Contexto
La idea central del argumento de William Paley en Teología natural es que el diseño de Dios de toda la creación se puede ver en la felicidad general, o bienestar, que es evidente en el orden físico y social de las cosas. Esto coloca al libro dentro de la amplia tradición de la teología natural de la Ilustración; y esto explica porqué Paley basó gran parte de su pensamiento en John Ray (1691), William Derham (1711) y Bernard Nieuwentyt (1750).
El argumento de Paley se basa principalmente en la anatomía y la historia natural. "Por mi parte", dice, "me posiciono en la anatomía humana"; en otra parte insiste en "la necesidad, en cada caso particular, de una mente inteligente diseñadora para la elaboración y determinación de las formas que llevan los cuerpos organizados". Al formular su argumento, Paley empleó una amplia variedad de metáforas y analogías. Quizás el más famoso sea su analogía entre un reloj y el mundo. Historiadores, filósofos y teólogos a menudo llaman a esto la analogía del relojero. Basándose en esta analogía mecánica, Paley presenta ejemplos de la astronomía planetaria y argumenta que los movimientos regulares del sistema solar se asemejan al funcionamiento de un reloj gigante. Para reforzar sus puntos de vista, cita el trabajo de su viejo amigo John Law y el astrónomo John Brinkley.
El germen de la idea se encuentra en los escritores antiguos que utilizaron relojes de sol y epiciclos ptolemaicos para ilustrar el orden divino del mundo. Este tipo de ejemplos se pueden ver en la obra del antiguo filósofo Cicerón, especialmente en su De Natura Deorum, II. 87 y 97. La analogía del reloj fue ampliamente utilizada en la Ilustración, tanto por deístas como por cristianos.

## Resumen

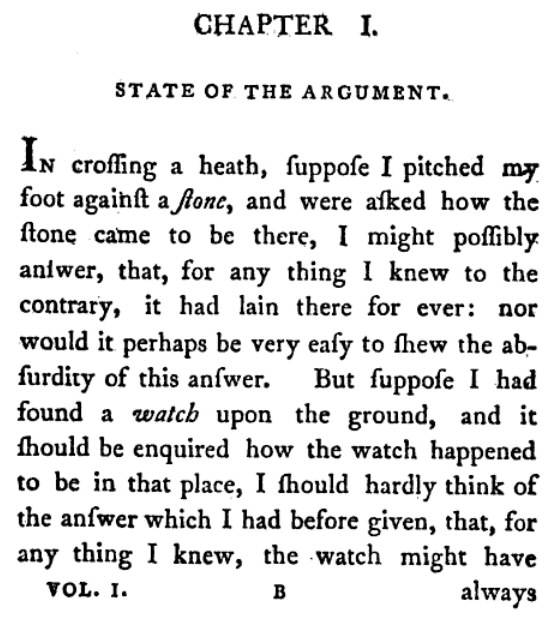
Primera página de Teología natural, donde Paley presenta la analogía del relojero.

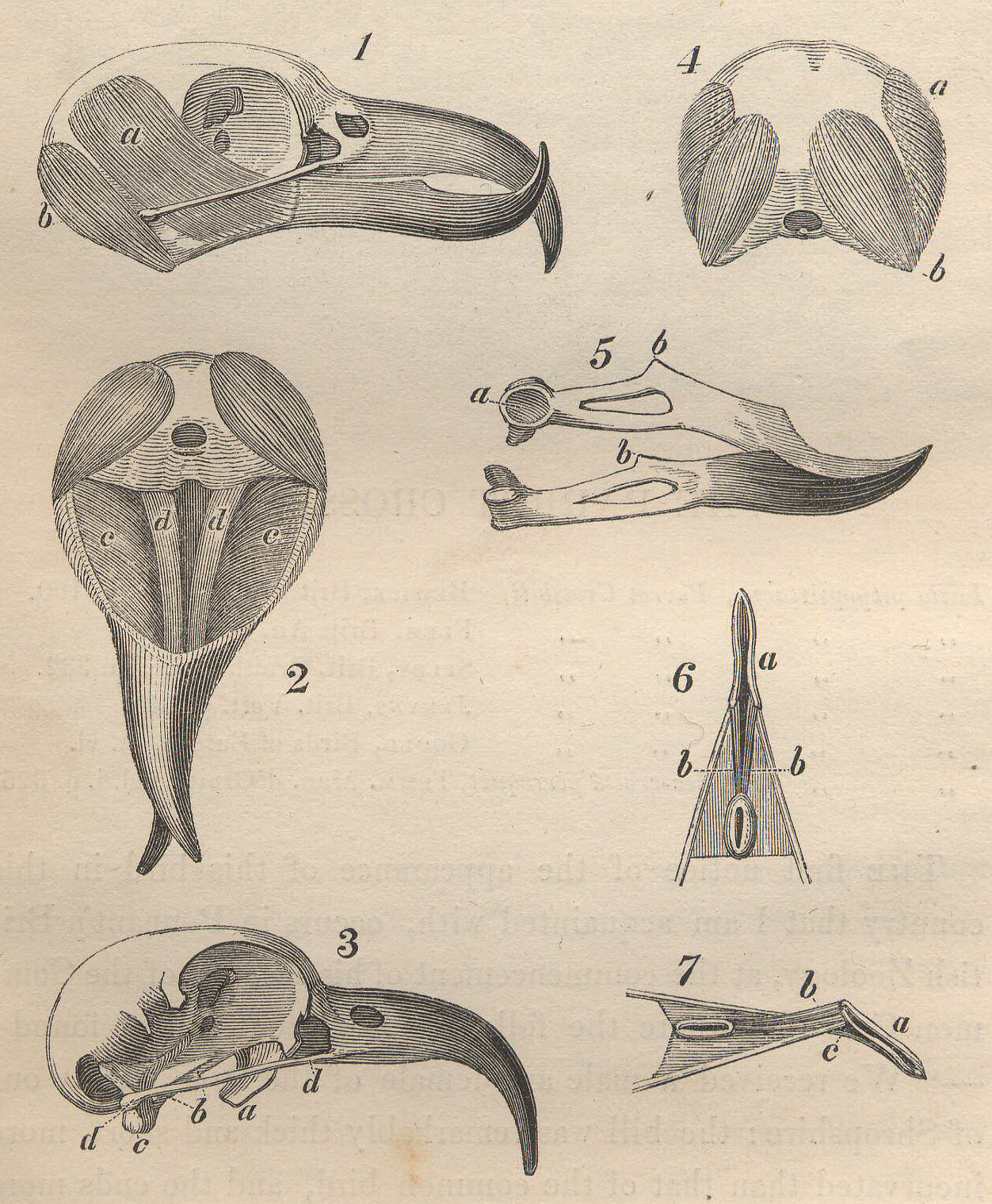
Anatomía del cráneo y mandíbula del piquituerto común por William Yarrell, A History of British Birds; Paley cita el pico del piquituerto como bien adaptado para su función.

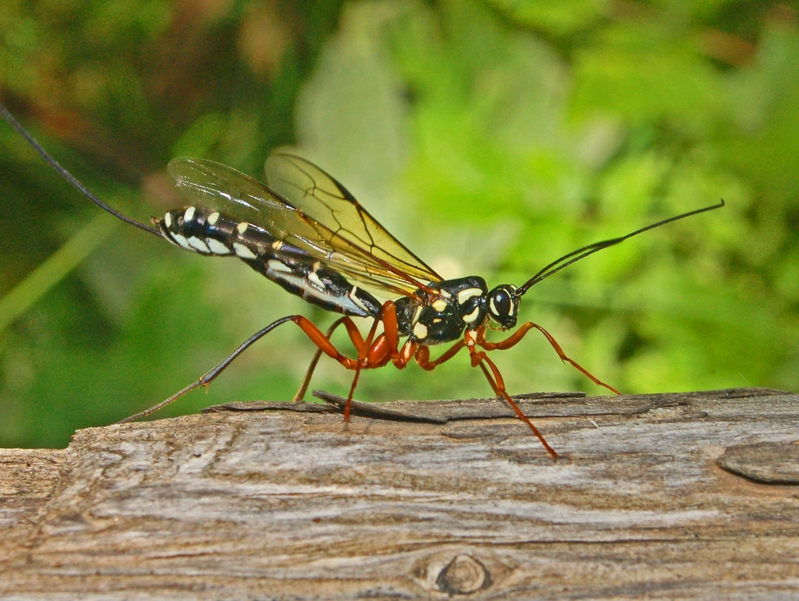
Paley menciona los ovipositores de insectos como las icneumonas, capaces de poner huevos en lo profundo de la madera.

Capítulo I. Estado del argumento
La analogía relojero: si se encuentra un reloj, se supone que hay un relojero.
Al cruzar un brezal, supongamos que golpeo mi pie contra una piedra y me preguntan cómo llegó la piedra allí; posiblemente podría responder que, por cualquier cosa que supiera en contrario, había permanecido allí desde siempre: ni sería quizás muy fácil mostrar lo absurdo de esta respuesta. Pero supongamos que hubiera encontrado un reloj en el suelo, y se debe preguntar cómo fue que la guardia estuvo en ese lugar; difícilmente pensaría en la respuesta que había dado antes, que, por lo que sabía, el reloj podría haber estado siempre allí. [... ] Por esta razón, y no por otra, a saber que, cuando llegamos a inspeccionar el reloj, percibimos (lo que no pudimos descubrir en la piedra) que sus diversas partes están enmarcadas y ensambladas con un propósito [...] (L)a inferencia, creemos, es inevitable, que el reloj debe haber tenido un fabricante: que debe haber existido, en algún momento, y en un lugar u otro, un artífice o artífices que lo formaron para el propósito que nosotros encontrarlo realmente para responder; quien comprendió su construcción y diseñó su uso.Paley defiende que no es necesario conocer la identidad o métodos del diseñador para concluir que un agente inteligente estuvo involucrado. La funcionalidad del reloj no puede ser el producto de la casualidad, las leyes de la materia, ni tampoco una mera ilusión de diseño. En cuanto a las imperfecciones o las funciones ambiguas de un organismo Paley argumenta que "no es necesario que una máquina sea perfecta para mostrar con qué diseño fue hecha".
Capítulo II. Continuación del estado del argumento
Continuando con la analogía, Paley asume que el reloj pudiera reproducirse a sí mismo. Paley argumenta que esto solo explica su existencia y no de sus complejas características funcionales.No se da respuesta a esta pregunta, diciéndonos que un reloj anterior lo produjo. No puede haber diseño sin diseñador; artificio sin artífice; orden sin elección; arreglo, sin ninguna cosa capaz de arreglar; subordinación y relación a un fin, sin aquello que podría pretender un fin; medios adecuados a un fin, y ejerciendo su oficio, en el cumplimiento de ese fin, sin que jamás se haya contemplado el fin, ni acomodado a él los medios.
Capítulo III. Aplicación del argumento
Paley dice que es ateísmo no estar de acuerdo con el argumento del relojero. Compara el ojo con un telescopio y argumenta a partir de la construcción del ojo. Señaló que los diseñadores de telescopios resolvieron el problema de la aberración adoptando características observadas en lentes biológicas. Paley vio usó como una prueba de un buen diseño los músculos en los ojos de los casuarius.
En la configuración del músculo que, aunque colocado detrás del ojo, atrae la membrana nictitante sobre el ojo, existe... un mecanismo maravilloso... El músculo pasa a través de un bucle formado por otro músculo: y está allí doblado, como si fuera alrededor de una polea. Esta es una peculiaridad; y observa la ventaja de ello. Un solo músculo con un tendón recto, que es la forma muscular común, habría sido suficiente, si hubiera tenido poder para estirar lo suficiente. Pero la contracción, necesaria para colocar la membrana sobre todo el ojo, requería un músculo más largo que el que podía estar recto en la parte inferior del ojo. Por tanto, para tener una mayor longitud en un menor compás, la cuerda del músculo principal forma un ángulo. Esto, hasta ahora, responde al final; pero, además, forma un ángulo, no alrededor de un pivote fijo, sino alrededor de un bucle formado por otro músculo; cuyo segundo músculo, cada vez que se contrae, por supuesto sacude al primer músculo en el punto de inflexión, y por lo tanto ayuda a la acción diseñada por ambos.
Capítulo IV. De la Sucesión de Plantas y Animales
Paley argumenta sobre las propiedades de las semillas de plantas y los huevos de animales.
Capítulo V. Continuación de la aplicación del Argumento
El argumento se extiende a "todas las partes organizadas de las obras de la naturaleza". Se vuelve a considerar las imperfecciones o irregularidades en organismos como evidencia de mal diseño. Paley responde:
Las irregularidades e imperfecciones tienen poco o ningún peso en la consideración, cuando esa consideración se relaciona simplemente con la existencia de un Creador. Cuando el argumento respeta sus atributos, son de peso; pero entonces deben tomarse en conjunto (la atención no debe descansar sobre ellos, sino que deben tomarse en conjunto) con las evidencias intachables que poseemos, de habilidad, poder y benevolencia, mostradas en otros casos; qué evidencias pueden, en fuerza; el número y la variedad pueden ser tales, y pueden dominar las imperfecciones aparentes, como para inducirnos, sobre la base más razonable, a creer que estos últimos deben referirse a alguna causa, aunque la ignoremos, distinta del defecto. de conocimiento o de benevolencia en el autor.Paley considera si el "azar" por sí solo podría explicar esto. Aunque acepta que el azar juega un papel en la naturaleza, Paley concluye que es incapaz de producir complejidad biológica.
Hay otra respuesta que tiene el mismo efecto que la resolución de las cosas en el azar; cuya respuesta nos persuadiría a creer que el ojo, el animal al que pertenece, todos los demás animales, todas las plantas y, de hecho, todos los cuerpos organizados que vemos, son sólo tantas de las posibles variedades y combinaciones del ser que el el lapso de edades infinitas ha traído a la existencia [...] Ahora bien, no hay ningún fundamento para esta conjetura en nada de lo que observamos en las obras de la naturaleza; en la actualidad no se están realizando tales experimentos [...] Tampoco hay apariencias que apoyen la opinión de que todas las combinaciones posibles de estructuras vegetales o animales han sido probadas anteriormente. Multitudes de conformaciones, tanto de vegetales como de animales, pueden concebirse capaces de existencia y sucesión, que sin embargo no existen. [...] Bajo la suposición aquí expuesta, deberíamos ver unicornios y sirenas, sílfides y centauros, las fantasías de los pintores y las fábulas de los poetas, realizadas con ejemplos.
Capítulo VI. El argumento acumulativo
Ningún argumento, escribe Paley, que no sea "la necesidad de un Creador inteligente", puede explicar el ojo (o cualquier otra estructura viviente elaborada).
Capítulo VII. De las partes y funciones mecánicas e immecánicas de animales y hortalizas
Los animales usan los músculos para moverse; incluso si no entendemos cómo funcionan, podemos ver que funcionan mecánicamente, argumenta Paley, moviendo las articulaciones de un lado a otro. Otros órganos, como el estómago, funcionan químicamente para digerir los alimentos.
Capítulo VIII. De la disposición mecánica en la estructura humana
Los huesos y las articulaciones forman una estructura mecánica con características comparables a las bisagras, cajas y espigas y articulaciones de rótula, etc., para proporcionar tanto soporte como flexibilidad adecuada. Compara la columna vertebral con el Iron Bridge en Bishop Wearmouth.
Capítulo IX. De los músculos
Los músculos se relacionan exactamente con las articulaciones y las operan mecánicamente como los cables y cuerdas de una marioneta. Un caso complejo es la lengua. También se admiran los músculos del esfínter.
Capítulo X. De los vasos de Cuerpos Animales
Los vasos sanguíneos y vasos linfáticos están considerados, las válvulas del corazón, y las funciones separadas de arterias y venas. Paley argumenta que tales funciones cuando aquello de la epiglotis no podría haber formado gradualmente (como por evolución).
Capítulo XI. De la estructura animal considerada como masa
Paley considera la simetría bilateral de los animales y lo bien empaquetados que están todos los órganos delicados, lo que resulta en belleza y utilidad.
Capítulo XII. Anatomía comparada
Paley considera los equivalentes de la anatomía humana en otros animales. Paley adopta un enfoque comparativo reconociendo rasgos compartidos por muchos animales de hábitats diferentes como evidencia de un plan de diseño.
Cada vez que encontramos que se sigue un plan general, pero con las variaciones en él que son, en cada caso, requeridas por la exigencia particular del tema al que se aplica, poseemos, en tal plan y tal adaptación, la evidencia más fuerte que puede estar dotado de inteligencia y diseño; una evidencia que excluye completamente cualquier otra hipótesis. Si el plan general procedía de alguna necesidad fija en la naturaleza de las cosas, ¿cómo podría acomodarse a las diversas necesidades y usos a los que tenía que servir en diferentes circunstancias y en diferentes ocasiones?
La ropa humana se compara con la piel, las plumas, las plumas y las escamas de los animales. Se admira la estructura de la pluma. Se consideran los dientes y mandíbulas de carnívoros, herbívoros y omnívoros. De manera similar, se discuten las adaptaciones de los picos de las aves en especies como piquituertos y espátula.

Capítulo XIII. Organizaciones peculiares
Al contrario que en el capítulo anterior Paley considera órganos que parecen no tener comparación, como las glándulas sebáceas de las aves, las vejigas natatorias de los peces, el cuello de los grandes mamíferos, los colmillos de las serpientes, las bolsas de los marsupiales, el estómago de los camellos, la lengua de los pájaros carpinteros y los colmillos curvos de los jabalíes.
Capítulo XIV. Contribuciones prospectivas
Paley considera cómo algunas estructuras se ven preparadas para una función futura, como los dientes de leche de un bebé, ya formados dentro de las encías al nacer. Del mismo modo, la circulación del feto se ve favorecida por cortocircuitos temporales con el foramen oval y el conducto arterioso, ya que los pulmones aún no se utilizan para respirar.
Difícilmente puedo imaginarme una marca más distintiva y, en consecuencia, una prueba de diseño más segura que la preparación, es decir, la provisión de cosas de antemano, que no se utilizarán hasta un tiempo considerable después; porque esto implica una contemplación del futuro, que pertenece sólo a la inteligencia.
Capítulo XV. Relaciones
Paley considera que la totalidad de un sistema es más que la suma de sus partes. Vuelve otra vez a su analogía comparando la relación entre todas las partes de una máquina con el propósito de producir un acción específica. Esto se ve así tanto en un reloj mecánico como en sistemas vivos. De la misma forma que arco fue diseñado para una flecha y viceversa, los sexos están hechos el uno para el otro.
Al examinar, por ejemplo, las diversas partes de un reloj, el resorte, el cilindro, la cadena, el fusible, la balanza, las ruedas de varios tamaños, formas y posiciones, ¿qué es lo que llamaría la atención de un observador, como evidencia más clara de una construcción, dirigida por el pensamiento, la deliberación, y artificio? Es la adecuación de estas partes entre sí; primero, en la sucesión y orden en que actúan; y, en segundo lugar, con vistas al efecto finalmente producido.
Capítulo XVI. Compensación
Paley vuelve a referirse a los "defectos" de un órgano. Esta vez argumenta que estos se remedian con la estructura de otro, un caso especial de “relación ” que él llama “compensación”. El elefante tiene, argumenta Paley, un cuello corto porque su cabeza es muy pesada, pero en compensación tiene una trompa larga que le permite extender la mano. Del mismo modo, la araña no tiene alas que le permitan perseguir a su presa voladora, pero tiene una red y órganos adaptados para producirla, lo que compensa la falta.
Capítulo XVII. La relación de los cuerpos animados con la naturaleza inanimada
Órganos como las alas de las aves y las aletas de los peces están expresamente adaptados a los "elementos" circundantes de aire o agua en los que operan.
Capítulo XVIII. Instintos
Los instintos permiten que los salmones recién nacidos encuentren alimento y luego migren al mar y finalmente regresen a sus ríos para desovar.  "Nunca veo a un ave en esa situación —dice —, pero reconozco que hay una mano invisible que hace que la satisfecha prisionera permanezca apartada de sus campos y bosquecillos". Paley invoca la "mano invisible" de Adam Smith como la "mano de Dios".
Capítulo XIX. De insectos
"NOSOTROS no estamos escribiendo un sistema de historia natural", comienza Paley, disculpándose por no cubrir todas las clases de manera sistemática. Menciona insectos para algunos ejemplos únicos de ellos, como las antenas, los élitros (casquillos de alas escamosas), los ovipositores (los llama 'punzones') para poner huevos en las profundidades de las plantas o la madera, las picaduras, la probóscide de las abejas, el órgano productor de luz de la luciérnaga y así sucesivamente.
Capítulo XX. De las plantas
Admitiendo que las plantas generalmente tienen evidencia menos obvia de 'un mecanismo diseñado y estudiado' que los animales, aún Paley agrega algunos ejemplos, como de las partes de la semilla, el delicado germen está protegido por una cáscara dura o espinosa, y dispersado por alas u otros apéndices.
Capítulo XXI. De los elementos
Paley considera cómo los "elementos" de agua, aire, etc. son exactamente los necesarios.
Capítulo XXII. Astronomía
Paley admite que la astronomía no es la mejor prueba de "la agencia de un Creador inteligente", pero de todos modos muestra su magnificencia. Paley argumenta que las propiedades del Sol, los planetas y las leyes físicas apuntan a un ajuste fino del universo que permite la vida por parte de un diseñador.
Capítulo XXIII. Personalidad de la Deidad
Todos los elementos anteriores muestran los 'inventos' existentes, que según Paley prueban la personalidad de la Deidad, argumentando que solo las personas pueden inventar o diseñar.
Capítulo XXIV. De los atributos naturales de la Deidad
Paley afirma que “las marcas de diseño son demasiado fuertes para ser superados. El diseño debe haber tenido un diseñador. Ese diseñador debe haber sido una persona. Esa persona es Dios”. Los atributos de Dios deben, argumenta Paley, ser "adecuados a la magnitud, extensión y multiplicidad de sus operaciones".
Capítulo XXV. De la Unidad de la Deidad
Paley sostiene que la uniformidad de un plan visto en el universo indica un solo Dios.
Capítulo XXVI. La bondad de la deidad
Dios debe ser bueno, sostiene Paley, porque en muchos casos los diseños que se ven en la naturaleza son beneficiosos y porque los animales perciben el placer más allá de lo estrictamente necesario. Se admite que el dolor existe, pero incluso cosas como las mordeduras venenosas de serpientes existen para un buen fin, a saber, la defensa o la captura de presas. El dolor también se mitiga, como en los intervalos entre el dolor agudo de la gota, que son beneficiosos para quienes la padecen. La apariencia del azar también es necesaria en el mundo.
Capítulo XXVII. Conclusión
Paley concluye que la teología natural ofrece muchas pruebas de la bondad de Dios, aunque cualquiera sería suficiente. Las numerosas pruebas muestran que la conclusión es estable y, juntas, pueden causar una impresión adecuada en quienes las estudian.

## Ediciones

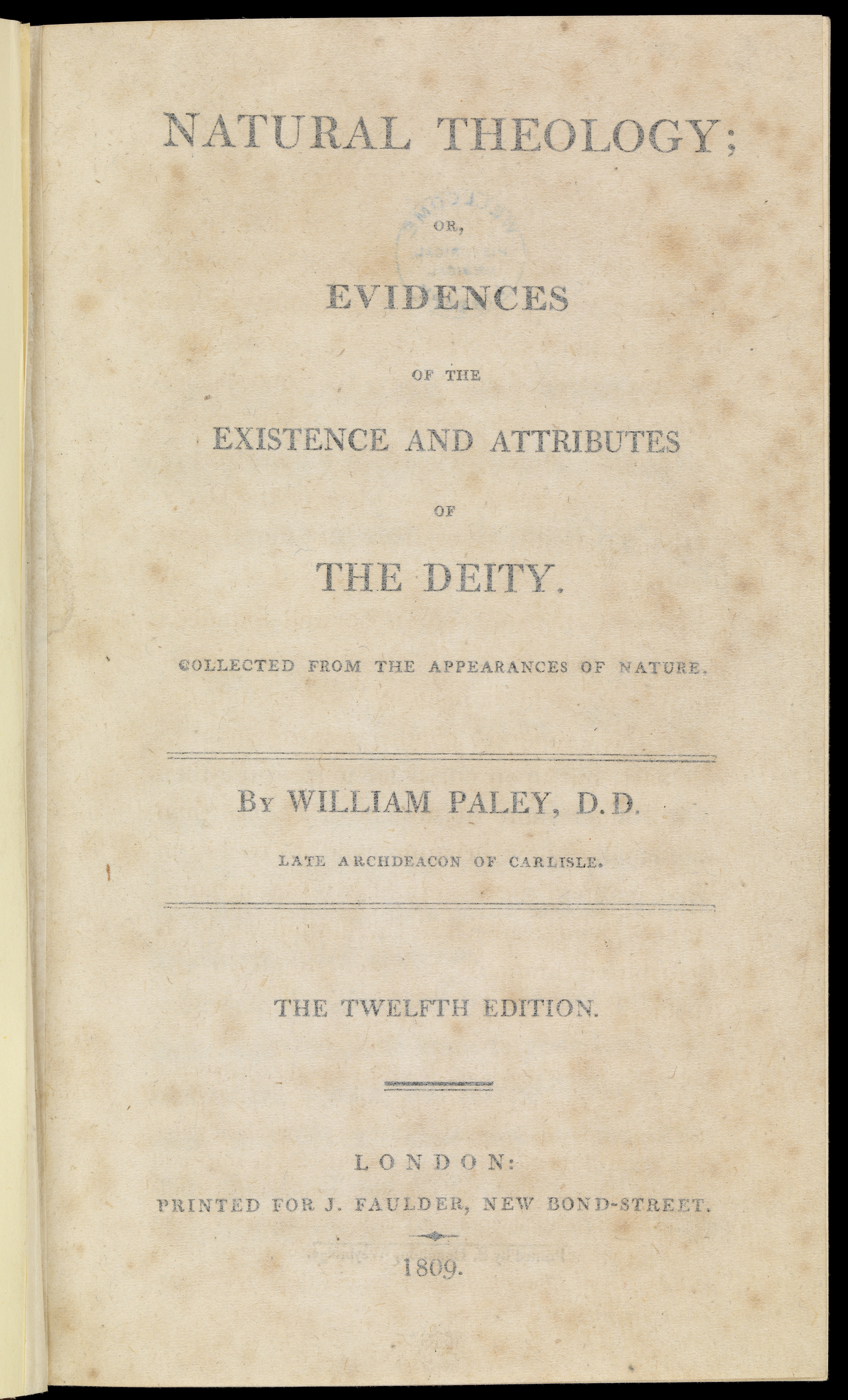
Página de título de la Teología natural de la edición de 1809.

La primera edición de Teología Natural fue publicada en 1802 en Londres por J. Faulder. En los Estados Unidos, el libro fue publicado y editado por E Sargeant and Company of New York el 15 de diciembre de 1802. Una edición posterior publicada por E. S. Gorham contenido revisiones por la F. LeGros Clark con el fin de "armonizar con la ciencia moderna".
El libro fue reeditado en muchas ediciones por editoriales en ciudades como Londres, Oxford, Cambridge, Edimburgo y Filadelfia. La vigésima reimpresión se realizó en 1820. Las versiones aparecieron en años como 1802, 1807, 1809, 1813, 1818, 1819, 1821, 1823, 1825, 1826, 1829, 1830, 1840, 1854 y muchos años posteriores. El libro permanece impreso, con ediciones más recientes, por ejemplo, en 2006, 2008, 2009, 2010 y 2014. El libro también se volvió a publicar en ediciones de Obras completas de Paley. Ha sido traducido a idiomas como el francés y el galés.

## Temas de disputa

### Filosofía

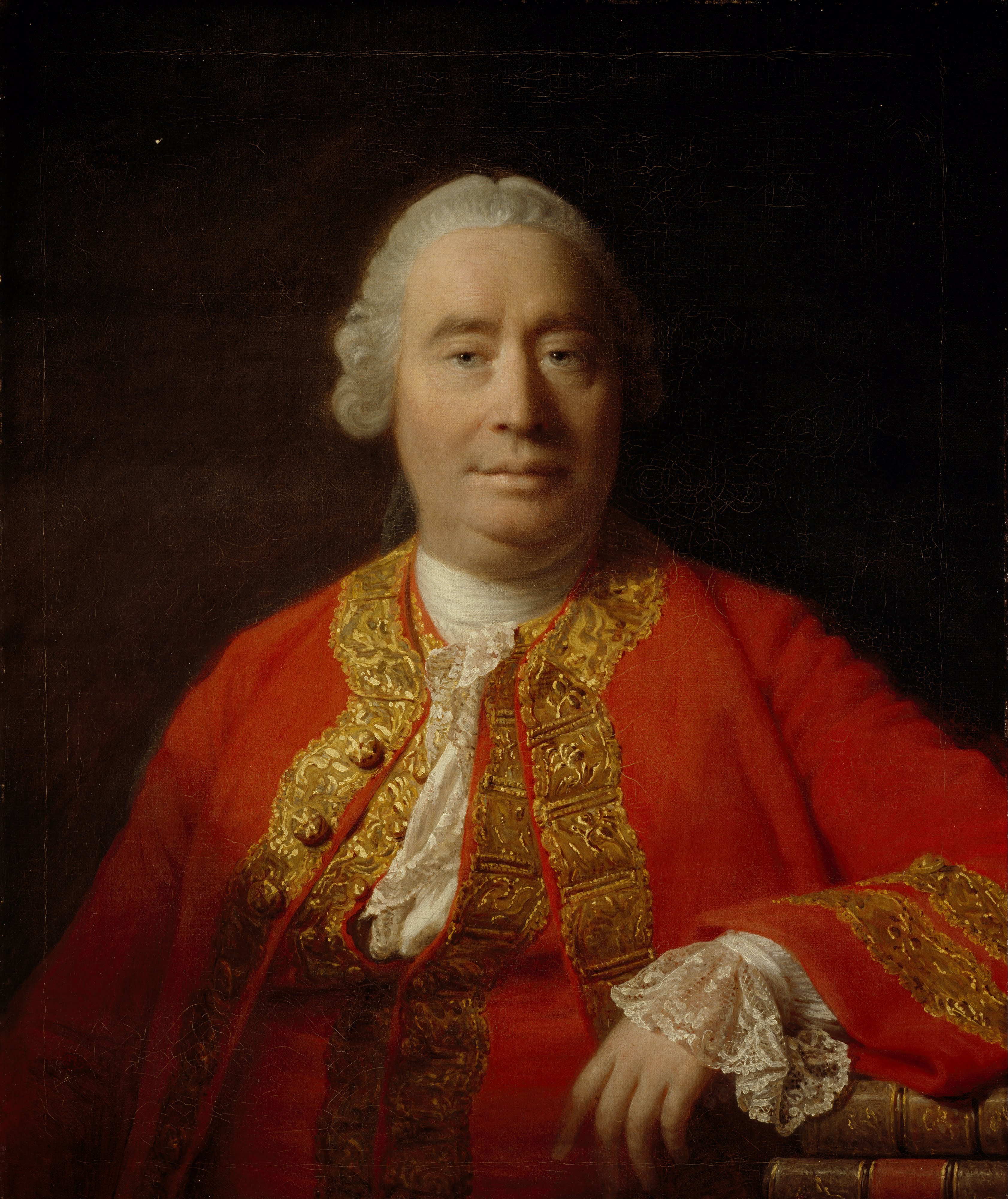
Filósofo escocés David Hume retratado aquí por Allan Ramsay en 1766. no Aunque no vivió para ver el libro de Paley, Hume criticó los argumentos del diseño.

El filósofo escocés David Hume (que murió en 1776, antes de que Paley reuniera sus argumentos en Teología natural) había criticado los argumentos del diseño por varios motivos. En primer lugar, rechazó la creación de una analogía entre el mundo y un artefacto humano como un reloj, ya que son tan diferentes que cualquier analogía debe ser muy débil y poco fiable. En segundo lugar, Hume argumentó que incluso si uno aceptara la analogía, no probaría que el creador es infinito, bueno o perfectamente inteligente, ni que solo habría un dios creador. Después de todo, escribió Hume, "¿qué sombra de un argumento... puedes producir a partir de tu hipótesis para probar la unidad de la Deidad? Un gran número de hombres se unen para construir una casa o un barco, para levantar una ciudad, para enmarcar un Commonwealth; ¿por qué no pueden combinarse varias deidades para idear y enmarcar un mundo?" 
Para contrarrestar el primer argumento, Paley defendió enérgicamente la analogía, enfatizando los mecanismos complejos en los organismos vivos vistos como máquinas diseñadas para un propósito y sosteniendo que, en cierto sentido, "que un animal sea una máquina no es ni correctamente verdadero ni completamente falso". Al responder al segundo argumento, Paley hizo un retroceso táctico de los atributos tradicionales de Dios a una definición más limitada, en la que la unidad "no iba más allá que la unidad de consejo". Bastaba que Dios demostrara plan, inteligencia y previsión, tenía un poder inconcebible y mostraba bondad a través de la percepción de que el diseño era beneficioso en la clara mayoría de los casos.

### Biología evolutiva: Buffon y Erasmus Darwin
Las primeras ideas evolutivas presentaban una nueva amenaza a la analogía entre los organismos vivos y el objeto diseñado, ya que la vida difiere en su reproducción. En el capítulo XXIII, Paley descartó explícitamente el concepto de "moléculas orgánicas" de Buffon, y luego pasó a un concepto no atribuido: "Otro sistema, que se ha presentado últimamente, y con mucho ingenio, es el de las apetitos": el término y su descripción se refieren claramente al concepto de transmutación de especies de Erasmus Darwin, como se establece en Zoonomia. Paley objetó que se prescindiera de "la necesidad, en cada caso particular, de una mente inteligente y diseñadora", y que careciera de evidencia u observaciones del proceso. Más específicamente, Darwin había adoptado la idea común de herencia de características adquiridas, y Paley planteó objeciones, incluida la persistencia de pezones masculinos sin usar y (puesto discretamente en latín) el efecto de que la circuncisión no sea heredada por generaciones de judíos.
A lo largo del libro, Paley presentó dificultades en ejemplos o analogías que se habían presentado para apoyar explicaciones evolutivas o la doctrina de las "apetencias". Objetó que el concepto de Erasmus Darwin sólo podía explicar la adaptación directamente relacionada con la actividad y no podía explicar la adaptación pasiva.

## Opiniones sobre los argumentos de Paley

### Recepción contemporánea
La biología y el estudio de la naturaleza comenzó como una forma de admiración de una deidad. Muchos historiadores naturales eran clérigos como Paley y anteriormente Gilbert White, autor de The Natural History of Selborne; John Ray, autor de The Wisdom of God Manifested in the Works of the Creation. El Edinburgh Review de 1803 comentó que:
"Con menos erudición y menos originalidad que algunos de sus distinguidos predecesores [como John Ray y William Derham, que se mencionan], sería difícil, quizás, señalar a su superior en solidez de juicio o en sagacidad vigilante y comprensiva. Con gran fuerza de razonamiento y poder de decisión, también ha unido más moderación y liberalidad de sentimiento, de lo que se suele encontrar entre los contendientes; y añadió peso a su argumento con una cierta sencillez y sobriedad en los modales, que está infinitamente mejor calculada para producir convicción que las salidas de una elocuencia ambiciosa."
La crítica coincidió con Paley en que "ningún hombre pensante, creemos, puede dudar de que hay marcas de diseño en el universo" y que o un solo ejemplo como el ojo sería concluyente, o ninguna cantidad de ejemplos lo sería. Paley es elogiado por confiar en "fenómenos mecánicos" en lugar de argumentos sobre la inteligencia humana.
El comentarista bíblico William Jenks describió el libro en 1838 como "una obra muy celebrada por la justicia de sus reflejos y la benevolencia, el buen sentido y la piedad que respira".

### Charles Darwin y la biología evolutiva

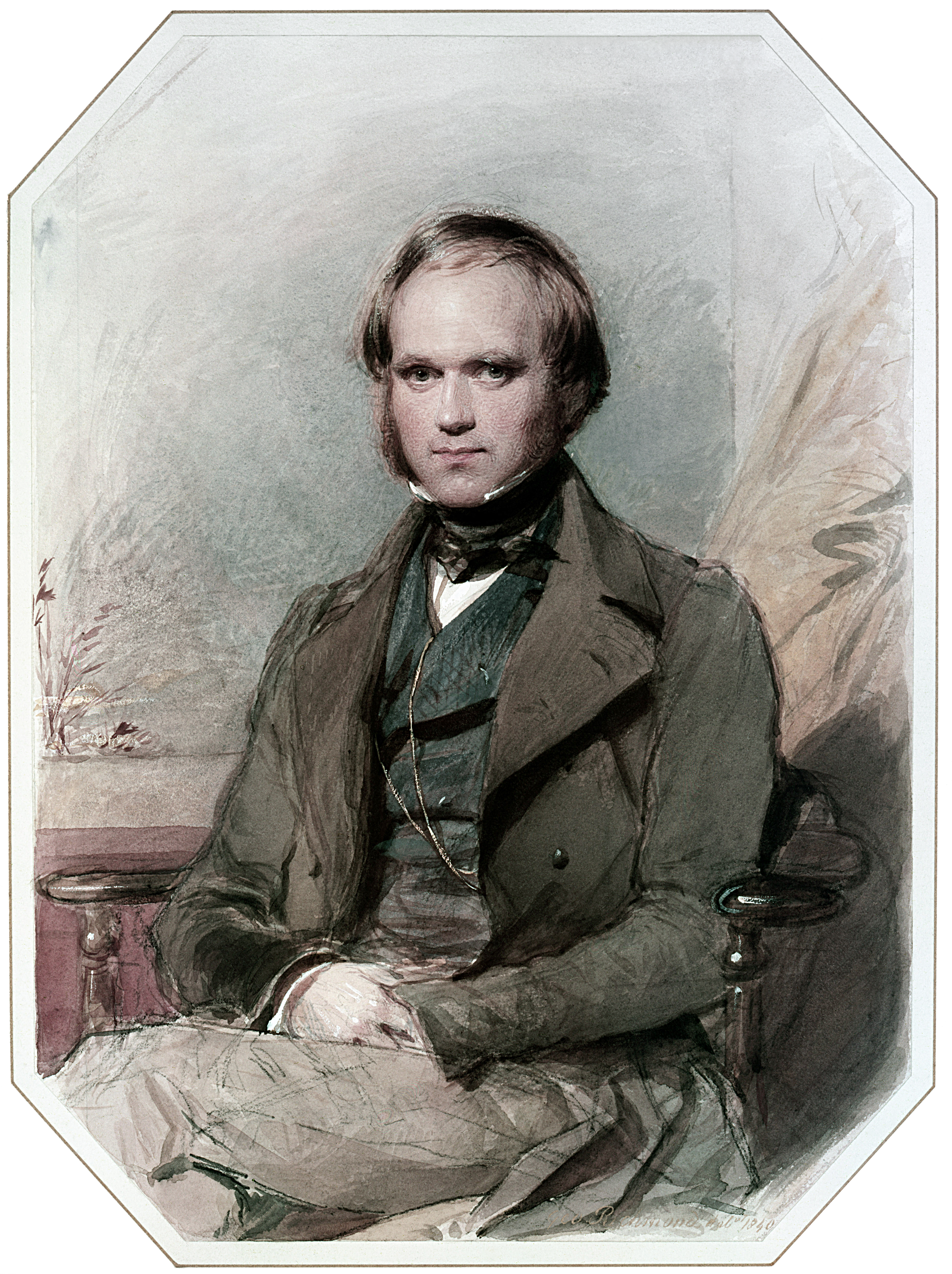
A finales de 1830, Charles Darwin volvió a leer el libro de Paley.

Los estudios de Charles Darwin en la Universidad de Cambridge incluyeron otros dos textos de Paley, y en sus exámenes finales de enero de 1831 le fue bien en las preguntas sobre estos textos. Tuvo que quedarse hasta junio y leer Teología natural de Paley, así como el Discurso preliminar sobre el estudio de la filosofía natural de John Herschel y la Narrativa personal de Alexander von Humboldt: estos libros inspiraron "un celo ardiente" por investigar la historia natural. Después del viaje del Beagle, comenzó a desarrollar su teoría de la selección natural, y en 1838 abrió un cuaderno que enumeraba "libros para leer", incluido "Paley's Nat. Theology". En 1859, al completar El origen de las especies, le dijo a un amigo: "No creo que casi nunca admiré un libro más que la Teología natural de Paley: casi antes podría haberlo dicho de memoria".
En El origen de las especies, Darwin parece reconocer que el ejemplo de Paley sobre el ojo como una dificultad para su teoría. Sin embargo, Darwin poseía una gran compresión de la evolución del ojo y expresó:

Parece absurdo de todo punto ―lo confieso abiertamente― suponer que el ojo, con todas sus inimitables disposiciones para acomodar el foco a diferentes distancias, para admitir cantidad variable de luz y para la corrección de las aberraciones esférica y cromática, pudo haberse formado por selección natural. Cuando se dijo por vez primera que el Sol estaba quieto y la tierra giraba a su alrededor, el sentido común de la humanidad declaró falsa esta doctrina; pero el antiguo adagio de vox populi, vox Dei, como sabe todo filósofo, no puede admitirse en la ciencia. La razón me dice que si se puede demostrar que existen muchas gradaciones, desde un ojo sencillo e imperfecto a un ojo complejo y perfecto, siendo cada grado útil al animal que lo posea, como ocurre ciertamente; si además el ojo alguna vez varía y las variaciones son heredadas, como ocurre también ciertamente; y si estas variaciones son útiles a un animal en condiciones variables de la vida, entonces la dificultad de creer que un ojo perfecto y complejo pudo formarse por selección natural, aun cuando insuperable para nuestra imaginación, no debería considerarse como destructora de nuestra teoría. El saber cómo un nervio ha llegado a ser sensible a la luz, apenas nos concierne más que saber cómo se ha originado la vida misma, pero puedo señalar que, comoquiera que algunos de los organismos inferiores, en los cuales no pueden descubrirse nervios, son capaces de percibir la luz, no parece imposible que ciertos elementos sensitivos de su sarcoda llegasen a reunirse y desarrollarse hasta constituir nervios dotados de esta especial sensibilidad.
Charles Darwin — El origen de las especies

Más tarde declaró en su autobiografía que inicialmente estaba convencido por el argumento:

Aunque no pensé mucho en la existencia de un Dios personal hasta un período considerablemente posterior de mi vida, aquí daré las vagas conclusiones a las que me han llevado. El viejo argumento del diseño en la naturaleza, tal como lo presenta Paley, que antes me parecía tan concluyente, falla ahora que se ha descubierto la ley de la selección natural. Ya no podemos argumentar que, por ejemplo, la hermosa bisagra de un caparazón bivalvo debe haber sido hecha por un ser inteligente, como la bisagra de una puerta por el hombre. No parece haber más diseño en la variabilidad de los seres orgánicos y en la acción de la selección natural que en el curso que sopla el viento. Todo en la naturaleza es el resultado de leyes fijas.
Charles Darwin, 1856

En un principio, Darwin simpatizó con la idea de que todos estos males naturales conducen a un "bien supremo, que podemos concebir, la creación de los animales superiores", no obstante, se necesita demostrar que Dios no pudo obtener ese bien sin esos males. No obstante, Darwin expresó sus dudas al estudiar la cantidad de sufrimiento animal por la selección natural para la supervivencia del más apto. Esto también se le conoce como el problema darwiniano del mal en su honor.

El sufrimiento de millones de animales primitivos durante un tiempo casi infinito es aparentemente irreconciliable con la existencia de un creador de bondad "ilimitada".
Charles Darwin, 1856

### Biología evolutiva moderna
En 1993, el biólogo evolucionista Stephen Jay Gould comparó a Paley con el Doctor Pangloss de Voltaire, el hombre que podía defender cualquier caso (por desesperado que fuera). Gould le sorprende que Paley pueda afirmar que incluso el dolor agonizante de los cálculos biliares o la gota podrían indicar la bondad de un Dios amoroso, con la justificación de que se sintió tan bien cuando el dolor cesó. Gould deja en claro que encuentra científicamente incorrecto el argumento de Paley, pero afirma que lo respeta como una filosofía coherente y bien defendida. Gould respeta particularmente el método de Paley de identificar posibilidades alternativas y luego refutarlas sistemáticamente. Gould señala que Paley prevé un tipo de evolución lamarckista y lo refuta con la observación de que los hombres no han perdido sus pezones por desuso. Sin embargo, escribe Gould, Paley no se las arregló para pensar en una alternativa más, la selección natural, que no tiene ningún propósito en absoluto, sino que acaba con lo que funciona peor en cada generación.
El biólogo evolucionista Richard Dawkins se describió a sí mismo como un neopaleyano en El relojero ciego (1986), donde argumentó, siguiendo al biólogo evolutivo y humanista Julian Huxley, que la analogía del reloj de Paley no reconoce la diferencia entre la complejidad de vivir organismos y el de los objetos inanimados. Los organismos vivos pueden reproducirse a sí mismos, por lo que pueden cambiar para volverse más complejos de generación en generación. Los objetos inanimados, como los relojes, no pueden transmitir ningún cambio, por lo que nunca se vuelven más complejos a menos que un relojero los rediseñe. La comparación se rompe, en opinión de Dawkins, debido a esta importante distinción. Dawkins concluye en El río del Edén que el mundo natural debe contener necesariamente enormes cantidades de sufrimiento animal que está más allá de toda contemplación decente como consecuencia inevitable de la interacción de mecanismos evolutivos: "El universo que observamos tiene precisamente las propiedades que deberíamos esperar si, en el fondo, no hay diseño, ningún propósito, ningún mal, ningún bien, nada más que una despiadada indiferencia".

### Creacionismo
Paley escribió décadas antes que Darwin, escribía sobre la existencia de Dios y no tenía nada que decir sobre la evolución. Algunos de los creacionistas modernos han cambiado la conclusión de sus argumentos por refutar la evolución. Debido a ello, han sido rechazados por "prácticamente todos los biólogos". La evolución ha sido ampliamente aceptada por los científicos desde Darwin en adelante, y Darwin persuadió a la "gente más educada" de que los procesos como la evolución se regían por leyes naturales. Esto no ha impedido que creacionistas como los del movimiento del Diseño Inteligente continúen usando los argumentos de Paley:
Aunque los defensores del Diseño Inteligente afirman que sus premisas difieren de las de Paley y, a diferencia de Paley, no especifican quién o qué es el diseñador, la mayoría de los biólogos evolucionistas ven el DI como una versión actualizada de los argumentos de Paley para dar cuenta de los avances en nuestra comprensión de la biología.

## Ediciones
- Natural Theology, Darwin online: 12a edición
- Natural Theology, Archive.org: edición 1879 Sheldon